# Tadeusz Świerczek
Tadeusz Świerczek (ur. 15 maja 1916 w Jadownikach, zm. 12 października 2003) – polski rzeźbiarz i malarz.

## Życie i twórczość
Edukację artystyczną rozpoczął w zakładzie rzeźbiarskim w Brzesku, a kontynuował w Szkole Przemysłu Drzewnego w Zakopanem i Instytucie Sztuk Plastycznych w Krakowie. W czasie II wojny światowej pobierał nauki u prof. Władysława Jarockiego.
Od roku 1956 mieszkał i tworzył na Saskiej Kępie, gdzie w kościele przy ul. Alfreda Nobla znalazły się m.in. jego drewniane rzeźby św. Judy Tadeusza i św. Antoniego Padewskiego. Jego prace o tematyce sakralnej trafiły także do świątyń w Pruszkowie i Ursusie. Realizował również ołtarze i uczestniczył w rekonstrukcjach kościelnych figur zniszczonych w czasie II wojny światowej (m.in. w Kościele Stężycy i Kościoła Narodzenia NMP w Warszawie). Wykonał pomnik Braterstwa Broni dla Oleśnicy. Był członkiem Zachęty. Pod koniec życia przeprowadził się do Tarnowa.
Dzięki wsparciu Tadeusza Świerczka powstała Stała Ekspozycja Rzeźby znajdująca się pod opieką Towarzystwa Miłośników Ziemi Jadownickiej. Do dziś znajduje się tam część jego prac. Grób Tadeusz Świerczka znajduje się na cmentarzu parafialnym w Jadownikach.

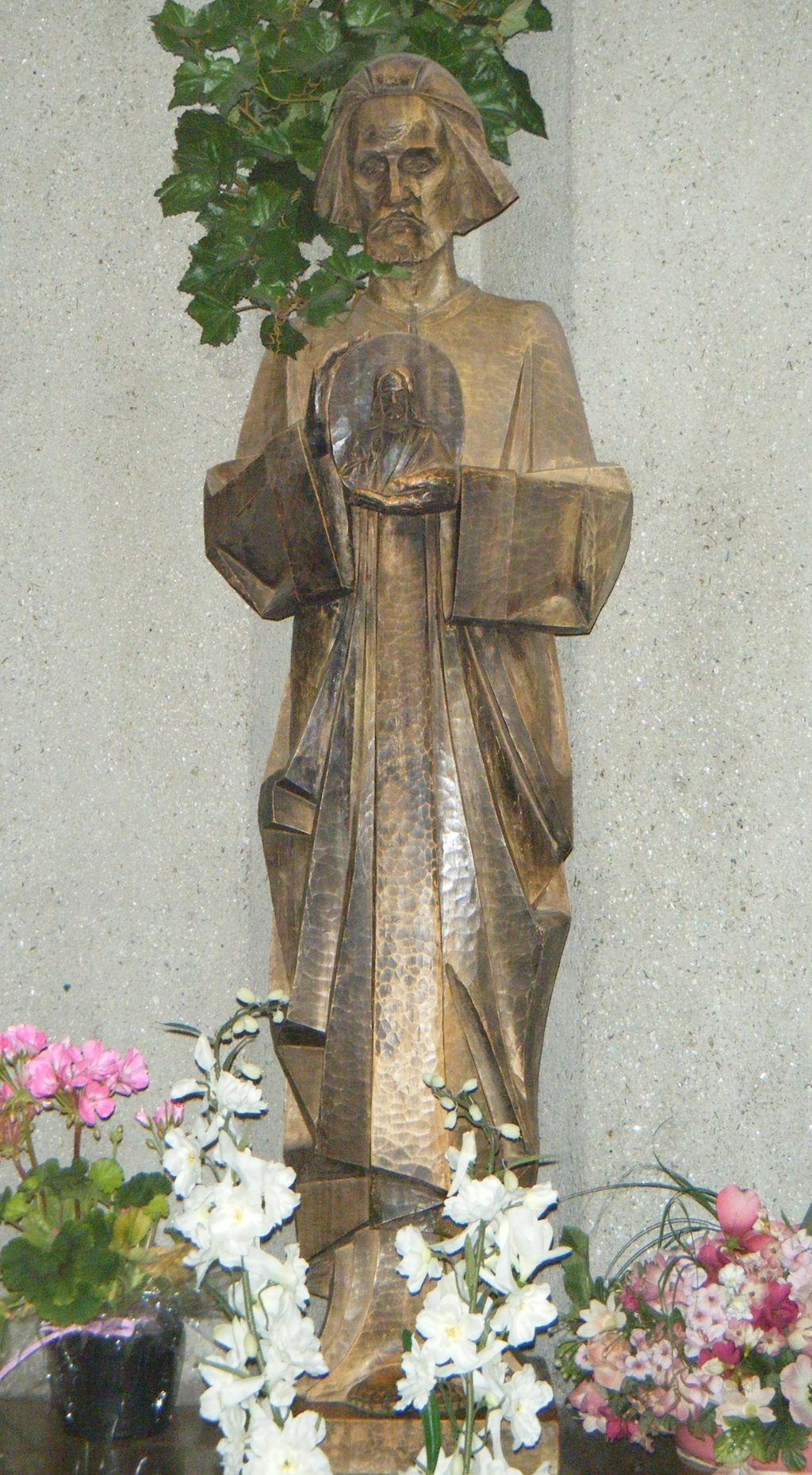
Figura Św. Tadeusza
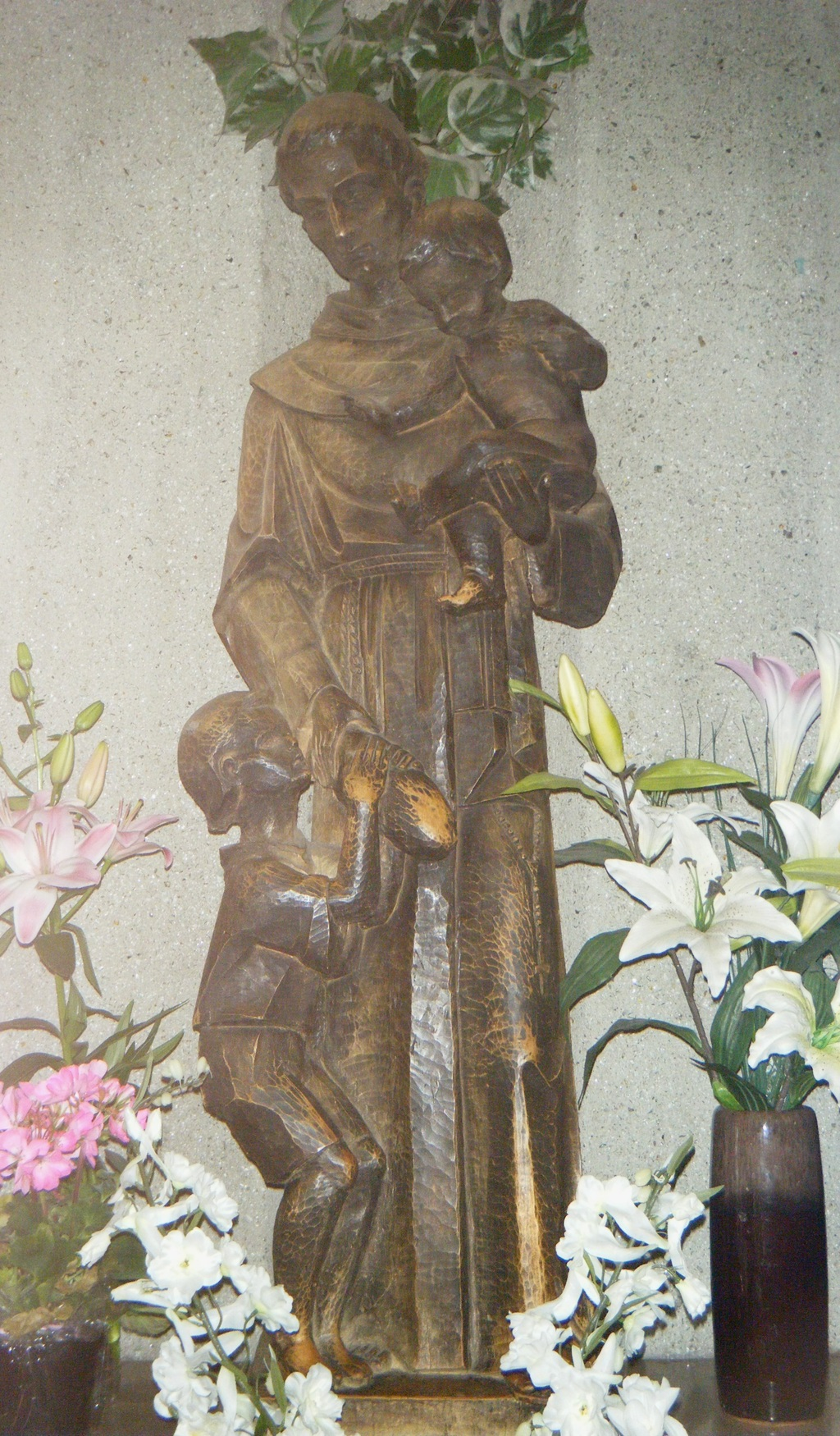
Figura Św. Antoniego